# フィーバーゴースト
『フィーバーゴースト』は、1999年11月にSANKYOが発売した、悪魔やモンスター、ホラー系のキャラクターをモチーフにしているパチンコ機のシリーズ名。
CRフィーバーゴーストSPとCRフィーバーゴーストGPとフィーバーゴーストDXの3機種がある。

## 概要
液晶型のデジパチ。確変回数に規定回数を設けたST機タイプのCR機2種と時短搭載型の現金機が発売された。CRフィーバーゴーストSPの確変突入時のST回数は10000回転までとなっており、実質次回大当たりまで確変継続と変わらない。CRフィーバーゴーストGPの確変突入時は77回転目まで確変状態になり、その間に大当たりを引けない場合は78回転目からは通常状態に移行する。CR機2種の確変突入率はいずれも1/2である。ST状態中に再度確変図柄を引いた場合はそのまま高確率状態のSTは継続されるが、通常大当たり図柄揃いの場合か規定回数内に大当たりを引けない場合は通常状態に移行する。確変図柄は奇数図柄で、通常図柄は偶数図柄である。現金機は大当たり図柄によって時短回数が異なる。7図柄で大当たりの場合は10000回転目まで、3•5図柄で大当たりの場合は200回転目まで、1•9•11図柄で大当たりの場合は100回転目まで、2•6•10図柄で大当たりの場合は50回転目まで、4•8•12図柄で大当たりの場合は時短には突入しない。
1/2の確率で確変に突入する機種として、同社から1998年に発売されたフィーバービッグチャイムがある。
同時期に発売されたデジパチ機種として、同社から1999年に発売されたフィーバークレイジーコンバットがある。

本機の最大の特徴は、多彩なリーチアクションとそれらの出現頻度や大当たり信頼度などのバランスの良さである。複数あるリーチアクションは、どの系統に発展した場合でも大当たりが期待出来る演出を含んでいる。発展した時点で大当たりが確定するリーチアクションや、大当たりすることはないリーチアクションでも、そこから別のリーチへ発展する可能性が残されているなど様々なパターンが存在し、デジタルが完全に停止するまで期待が出来る仕様となっている。

## スペック
- CRフィーバーゴーストSP
  - 賞球数 5&10&15
  - 大当たり最高継続 15R
  - 大当たり確率 1/315.5
  - 確変中大当たり確率　1/63.1
  - 確変突入率　1/2
  - 確変期間　10000回転まで継続
- CRフィーバーゴーストGP
  - 賞球数 5&10&15
  - 大当たり最高継続 15R
  - 大当たり確率 1/260.5
  - 確変中大当たり確率　1/65.1
  - 確変突入率　1/2
  - 確変期間　77回転まで継続
- フィーバーゴーストDX
  - 賞球数 5&13
  - 大当たり最高継続 15R
  - 大当たり確率 1/224.5
  - 時短突入率　9/12
  - 時短回数
    - 7図柄　10000回
    - 3•5図柄 200回
    - 1•9•11図柄 100回
    - 2•6•10図柄 50回

## 図柄
- 0
- 1
- 2
- 3
- 4
- 5
- 6
- 7
- 8
- 9
- 10
- 11

## 演出
本機には、左右デジタルがテンパイした後に発展する5系統のリーチと、デジタル上にチャンス目が停止した後に発展するパターンなど様々な演出が存在する。各系統のリーチ演出にはそれぞれ発展系もあり、リーチ総数は全部で18種類にも及ぶ。リーチアクションの流れとしては、デジタル回転開始後にチャンス目が停止した場合は「チャンス目系」リーチへと発展する。左右図柄がテンパイし、ノーマルリーチ後にそのまま発展すれば「満月系」リーチに移行する。ノーマルリーチ発生後に3匹のゴーストが登場した場合は「星空系」か「コウモリ系」、「墓場系」か「黒魔術系」の4パターンいずれかに発展する。
満月系
- ノーマルリーチ

暗転した画面が元に戻った後、中出目があっさり停止する。
- スローリーチ

月がフラッシュすればスローリーチに発展する。
- 心臓音リーチ

ノーマルリーチハズレ後に発展するが、そのままでは大当たりしない。
- 蘇生リーチ

心臓音リーチからさらに発展したリーチアクションで、大当たり信頼度は高い。
星空系
- 星空ノーマルリーチ

星空ノーマルリーチのみでは大当たりしないが、ハズレ後に魔女が登場すれば有効ラインが増えるリーチに発展する。
- 魔女っ娘ダブルリーチ

有効ラインが2ラインに増えて再始動する。
- 魔女っ娘トリプルリーチ

魔女っ娘ダブルリーチハズレ後に魔女が再登場 ⇒ 有効ラインを2ラインから3ラインに増やして再始動する。
コウモリ系
- コウモリ焼死リーチ

3匹のコウモリが合体しようとして失敗した場合に発展し、中出目があっさりと停止する。
- 天使リーチ

3匹のコウモリが合体に成功すれば、天使が中出目を狙い打つ演出に発展する。
墓場系
- 墓場ノーマルリーチ

3匹のゴーストが登場してから発展する演出の中で、振り分け率が最も高いのが墓場系リーチとなるので出現率も高い。
- ゾンビリーチ

墓場ノーマルリーチハズレ後に、小さなゾンビが出現し発展する。
- ゾンビ×3リーチ

ゾンビリーチハズレ後、画面下からデカゾンビが登場して3体のゾンビが出現し発展する。
- デカゾンビリーチ

墓場ノーマルリーチハズレ後にデカゾンビが画面上から登場 ⇒ 出現頻度は低いが100%大当たりとなるプレミアリーチ。
黒魔術系
- くまリーチ

魔法陣出現後に、魔術師が間違ってくまを召喚してしまう演出。
- サタンリーチ

魔法陣出現後に、魔術師が本物の悪魔を召喚する演出。 ⇒ 発展すれば100%大当たりとなるプレミアリーチでCR機の場合、約3/4で確変に突入する。
チャンス目系
- グリーン天使リーチ

コウモリ系の天使リーチとほとんど同じアクションだが、天使の髪の色が緑色になっている。
- フランケンリーチ

チャンス目停止後に画面下からフランケンが出現すれば発展。 ⇒ 大当たり確定のプレミアリーチで、全回転と一旦停止を3回繰り返し、CR機の場合その間に一度でも確変図柄が停止すれば、その時点で確変大当たりが確定する。
その他プレミアリーチ
- 血魅怒露リーチ

デジタル回転中にいきなり背景に血が流れ出す演出。 ⇒ 大当たり確定のプレミアリーチで、満月系のスローリーチと同様のアクションを行う。

チャンス目と呼ばれる特定のハズレ目が存在し、チャンス目が停止した場合は2種類のリーチに発展することがある。チャンス目から発展するのはグリーン天使リーチかフランケンリーチのいずれかで、発展した場合の振り分け率はグリーン天使リーチが約8割、フランケンリーチが約2割である。チャンス目の種類には、確変図柄がバラバラに3つ停止するパターンと、1•4•7や2•5•8などの麻雀のスジ系、左中デジタルもしくは中右デジタルに同一図柄が停止する2出目テンパイ系、1•2•3や5•6•7などの順目系がある。

本機には4種類の予告アクションがあり、リーチ予告演出の「月移動」とスーパーリーチ予告の「月ペロリ」、大当たり予告の「月笑顔」と「サンダー」がある。月移動•月ペロリ•月笑顔の3種類の予告アクションにはそれぞれとサンダーが複合するパターンがあり、サンダーを伴うとチャンスアップ、もしくは演出パターンによっては大当たりが確定する予告演出となる。
- 月移動

月が一瞬画面奥に飛んでいき、すぐに元の位置に戻る予告アクションで、高確率でリーチになるが信頼度には影響はない。
- 月ペロリ

月がペロリと舌なめずりをする演出で、100%スーパーリーチに発展する。
- 月笑顔

月がニヤリと笑う大当たり予告演出で、リーチに発展すれば信頼度も大幅にアップし、グリーン天使リーチ•魔女っ娘トリプルリーチ•ゾンビ×3リーチのいずれかに発展する。サンダーを伴った場合は100%大当たりとなる。
- サンダー

画面に稲妻が走る大当たり予告演出で、リーチに発展すれば約半数は大当たりとなり、サンダー発生時にコウモリが飛んでいた場合は必ず黒魔術系に発展する。

大当たり後に図柄の再抽選が行われる再抽選機能を搭載しており、フランケンリーチとサタンリーチ以外で大当たりした場合には必ず再抽選演出が発生する。2段階に発展すれば確変図柄が必ず停止する。再抽選は行われるが、2段階が発生しないリーチアクションも存在する。
- 2段階が発生しないリーチアクション

ノーマルリーチ、スローリーチ（戻り）、墓場ノーマルリーチ、ゾンビ×3リーチ、デカゾンビリーチ、コウモリ焼死リーチ、魔女っ娘ダブルリーチ•魔女っ娘トリプルリーチ（戻り含む）

## コンシューマ移植
- FEVER2～SANKYO公式パチンコシミュレーション(プレイステーション用)
  - 『FEVER2～SANKYO公式パチンコシミュレーション』(プレイステーション用、インターナショナルカードシステム、2000年5月2日発売、SLPS-02760、JAN-4997940201023)にCRフィーバーゴーストSPとCRフィーバーゴーストGPとフィーバーゴーストDXが収録。

## サウンドトラック
- 『パチンコ着メロ from SANKYO』 キングレコード、2000年6月7日。KICA-1234。
  - BGMが収録されている。